# Кэрролл, Джон (актёр)
Джон Кэрролл (англ.  John Carroll ), имя при рождении Джулиан Ла Фэй (англ. Julian La Faye; 17 июля 1906 — 24 апреля 1979) — американский актёр кино и телевидения середины XX века.
За свою кинокарьеру, охватившую период с 1929 по 1974 год, Кэрролл сыграл в 52 фильмах, среди которых «Монте-Карло» (1930), «Зорро снова в седле» (1936), «Только у ангелов есть крылья» (1939), «На Запад» (1940), «Сьюзен и бог» (1940), «Летающие тигры» (1942), «Рио-Рита» (1942), «Письмо для Иви» (1946), «Потрясающий техасец» (1947), «Пламя» (1947), «Я, Джейн Доу» (1948) и «Столкновение в Сандауне» (1957).

## Ранние годы жизни и начало карьеры
Джн Кэрролл, имя при рождении Джулиан Ла Файе, родился 17 июля 1906 года в Новом Орлеане, Луизиана, в семье франко-американского происхождения. В возрасте 12 лет он сбежал из дома, зарабатывая на жизнь различными работами.
Позднее он изучал оперу в Италии и профессионально участвовал в автогонках в Европе
. Вернувшись на родину, он стал работать кинокаскадёром.

## Кинематографическая карьера
В 1929 году Кэрролл дебютировал в кино, сыграв серию небольших ролей в таких фильмах, как музыкальная мелодрама с Марион Дэвис «Марианна» (1929), музыкальная комедия Эрнста Любича «Монте-Карло» (1930), а также военная комедия с Бастером Китоном «Пехотинцы» (1930).
В 1935 году Кэрролл впервые сыграл главную роль в музыкальной комедии RKO Pictures «Эй, гаучо!»(1935). Год спустя Кэрролл появился в ролях второго плана в четырёх картинах, среди них детективная комедия «Убийство на Бридл-пат» (1936), криминальный экшн «Обвиняющий перст» (1936), а также детективные экшны «Смерть в воздухе» (1936), где у него была главная мужская роль, и «Запутай их всех» (1936), который поставил Чарльз Видор. В 1937 году Кэрролл сыграл заглавную роль в приключенческом экшне студии Republic Pictures «Зорро снова в седле» (1937), а также получил роль второго плана в криминальной мелодраме с Престоном Фостером и Энн Дворак «Мы, которые должны умереть» (1937). Год спустя Кэрролл сыграл главную роль в криминальной мелодраме «Я преступник» (1938), а год спустя сыграл главную роль в приключенческом экшне студии Monogram Pictures «Зов волка» (1939), У него также была роль второго плана в престижной мелодраме Columbia Pictures «Только у ангелов есть крылья» (1938) с Кэри Грантом и Ритой Хейворт в главных ролях.
В начале 1940-х годов Кэрролл достиг своего пика как исполнитель главных ролей (иногда поющий) в серии фильмов и мюзиклов студии Metro-Goldwyn-Mayer второго уровня. В частности, он сыграл главную роль в вестерн-комедии братьев Маркс «На Запад» (1940), главную мужскую роль в комедии «Мейзи в Конго» (1940) с Энн Сотерн, а также важные роли второго плана в комедии Джорджа Кьюкора «Сьюзен и бог» (1940) с участием Джоан Кроуфорд и Фредрика Марча, комедии с участием Розалинд Расселл «Нанятая жена» (1940) и в криминальной комедии с Уолтером Пиджоном «Призрачные захватчики» (1940). В 1941 году у Кэрролла были важные роли второго плана в мюзиклах «Санни» (1941) и «Леди, будьте лучше» (1941) с Элинор Пауэлл, а также одна из главных ролей в приключенческой мелодраме «Эта женщина моя» (1941), где его партнёром был Франшо Тоун.
Вероятно, одной из самых известных ролей Кэрролла стала роль отчаянного пилота Вуди Джейсона в военном экшне «Летающие тигры» (1942), где его командира сыграл Джон Уэйн. Другим значимым фильмом этого года стала комедия с участием Бада Эбботта и Лу Костелло «Рио Рита» (1942), где Кэрролл также сыграл одну из главных ролей. В 1943 году Кэрролл сыграл главную роль в музыкально мелодраме «Хит-парад 1943 года» (1943) и в романтической комедии «Самая молодая профессия» (1943) с Ланой Тёрнер.
Во время Второй мировой войны Кэрролл служил пилотом ВВС в Северной Африке, где во время аварии сломал себе спину.
По возвращении в Голливуд Кэрролл сыграл главную роль пилота в комедии «Врачебный такт» (1945), где его партнёршей была Рут Хасси, а на следующий год исполнил главную роль в военной романтической комедии с Маршей Хант «Письмо для Иви» (1946). В 1947 году в паре с Биллом Эллиоттом Кэрролл исполнил главные роли в вестернах студии Republic «Вайоминг» (1947) и «Потрясающий техасец» (1947). Он также сыграл главную роль интригана, толкающего свою подругу на роман со смертельно больным человеком ради его наследства, в фильме нуар «Пламя» (1947). Историк кино Майкл Кини оценил игру Кэрролла в этом фильме как «хорошую» . Ещё одной картиной Кэрролла в этом году стала музыкальная мелодрама «Фиеста» (1947). Год спустя в фильме нуар «Я, Джейн Доу» (1948) Кэрролл сыграл одну из главных ролей любвеобильного военного лётчика, который во время войны во Франции женился на спасшей его девушке, а после своего выздоровления он вернулся в Америку к своей жене и решил порвать с француженкой. Он также вновь сыграл с Эллиоттом в вестерне «Старый Лос-Анджелес» (1948), а также сыграл главную роль в криминальной мелодраме «Ангел в ссылке» (1948).
В начале 1950-х годов Кэрролл сыграл на студии Republic Pictures главные роли в приключенческом фильме «Мстители» (1950) и вестерне «Сдавайся» (1950), а также в мюзикле «Хит-парад 1951 года» (1950), а год спустя сыграл в вестерне «Красавица» (1951). После некоторого перерыва в 1953 году Кэрролл сыграл главные роли в музыкальной комедии студии Republic «Джеральдин» (1953) с Малой Пауэрс и в музыкальной комедии Twentieth Century Fox «Фермер женится» (1953) с Бетти Грейбл, а ещё два года спустя — в английской комедии «Упрямая невеста» (1955).
Снова после годичного перерыва Кэрролл сыграл одну из главных ролей в независимом вестерне Бадда Беттикера «Столкновение в Сандауне» (1957), где был главным отрицательным персонажем, противостоящим герою Рэндольфа Скотта. В том же году он сыграл в мелодраме с Этель Берримор «Проблемный Джонни» (1957), а затем, уже в 1959 году — в вестерне «Расхитители крашеных квартир» (1959).
В 1967 году Кэрролл сыграл на телевидении гостевые роли в сериалах «Диснейленд» (1967) и «Хондо» (1967). В 1974 году, после длительного перерыва Кэрролл сыграл в экшне «Поездка в розовой машине» (1974). Наконец, в 2018 году вышел фильм Орсона Уэллса «Другая сторона ветра» (2018), который снимался в 1975 году, и в этом фильме Кэрролл сыграл свою последнюю рол в кино.

## Актёрское амплуа
Джон Кэрролл был «высоким, темноволосым, необыкновенно красивым актером и певцом-баритоном с усами, черными вьющимися волосами и изогнутыми бровями». У него было успешное начало карьеры, когда он был «звездой приключенческих экшнов», особенно, когда он сыграл роль Зорро. В начале 1940-х годов «студия Metro-Goldwyn-Mayer даже рассматривала его как потенциального конкурента Кларку Гейблу». В 1940 году глава MGM Луис Б. Майер назвал Кэрролла «звездой завтрашнего дня». Как сказал Майер, «с каждой картиной он всё более ценен для студии. В нём есть то беззаботное очарование, которое производит впечатление на женщин в зрительном зале. И главное, в нём есть ярко выраженное мужское начало. Когда я впервые увидел его в маленькой роли, я послал своих скаутов, понимая, что это звёздный материал… Кэрролл унаследовал огонь и пыл своих предков».
Однако после Второй мировой войны карьера Кэрролла пошла на спад, и на несколько лет он стал звездой вестернов и криминальных лент категории В, в частности, много работая на студии Republic Pictures. В 1956 году Кэрролл стал первым актёром, которому заплатили процент от сбора фильма.
Люсиль Райман, жена Кэрролла, говорила о муже: «Он никогда не чувствовал, что чего-либо добился. Он никогда не был счастлив ни одной из своих ролей в кино. Для него роль Зорро была просто каскадёрской».

## Личная жизнь
Джон Кэрролл был женат дважды. Его первой женой в 1935 году стала актриса Стеффи Дьюна, у пары родилась дочь Джулиана Бенито, однако в 1936 году пара развелась. Позднее Кэрролл женился на Люсиль Райман Кэрролл, которая работала руководителем службы по поиску талантов на студии Metro-Goldwyn-Mayer. Пара прожила до смерти Кэролла в 1979 году.
Благодаря мудрым инвестициям в земельные участки на момент окончания кинокарьеры в конце 1950-х годов Кэрролл был обеспеченным человеком.
Джон Кэрролл был другом кинозвезды Эррола Флинна, и, как и он, создал себе репутацию авантюристичного и отчаянного плейбоя. Вместе с Флинном он ездил на Кубу, где жил с Фиделем Кастро в горах Сьерра-Маэстра.
Позднее с именем Кэрролла были связаны некоторые юридические споры. В 1959 году он согласился выплатить компенсацию в 176 тысяч долларов 81-летней вдове, которая утверждала, что он ухаживал за ней ради её состояния. В 1965 году он отказался от должности в Комиссии по развитию туризма штата Луизиана на фоне обвинений в непристойном поведении.
В конце 1960-х годов Кэрролл несколько раз появлялся в ночных клубах Лас-Вегаса. Некоторое время он жил во Флориде, а затем вернулся в Калифорнию.

## Смерть
Джон Кэрролл умер 24 апреля 1979 года в Голливуде, Калифорния, в возрасте 72 лет от лейкемии.

## Фильмография
| Год  |   | Русское название                | Оригинальное название       | Роль                                           |
| ---- | - | ------------------------------- | --------------------------- | ---------------------------------------------- |
| 1929 | ф | Наплевать на дьявола            | Devil-May-Care              | бонапартист (в титрах не указан)               |
| 1929 | ф | Марианна                        | Marianne                    | пехотинец (в титрах не указан)                 |
| 1930 | ф | Пехотинцы                       | Doughboys                   | пехотинец в отряде Элмера (в титрах не указан) |
| 1930 | ф | Монте-Карло                     | Monte Carlo                 | офицер, гость на свадьбе (в титрах не указан)  |
| 1930 | ф | Новая луна                      | New Moon                    | русский солдат на корабле (в титрах не указан) |
| 1930 | ф | Песня мошенника                 | The Rogue Song              | бандит (в титрах не указан)                    |
| 1935 | ф | Эй, гаучо!                      | Hi, Gaucho!                 | Лючио Боларио                                  |
| 1936 | ф | Убийство на Бридл-пат           | Murder on a Bridle Path     | Латиго Уэллс                                   |
| 1936 | ф | Запутай их всех                 | Muss 'em Up                 | Джин Леланд                                    |
| 1936 | ф | Смерть в воздухе                | Death in the Air            | Джерри Блэквуд                                 |
| 1936 | ф | Обвиняющий перст                | The Accusing Finger         | Доминик (в титрах не указан)                   |
| 1937 | ф | Мы, которые должны умереть      | We Who Are About to Die     | Джо Донахью                                    |
| 1937 | ф | Зорро снова в седле             | Zorro Rides Again           | Джеймс Вега                                    |
| 1938 | ф | Я преступник                    | I Am a Criminal             | Брэд Макартур                                  |
| 1938 | ф | Роза Рио-Гранде                 | Rose of the Rio Grande      | Эль Гато                                       |
| 1938 | ф | Время свинга в кино             | Swingtime in the Movies     | Рик Арден                                      |
| 1939 | ф | Только у ангелов есть крылья    | Only Angels Have Wings      | Джент Шелтон                                   |
| 1939 | ф | Зов волка                       | Wolf Call                   | Майкл «Майк» Вэнс                              |
| 1940 | ф | Мэйзи в Конго                   | Congo Maisie                | доктор Майкл Шейн                              |
| 1940 | ф | На Запад                        | Go West                     | Терри Тёрнер                                   |
| 1940 | ф | Нанятая жена                    | Hired Wife                  | Хозе Де Бриганза                               |
| 1940 | ф | Призрачные налётчики            | Phantom Raiders             | Джон Рамелл-младший                            |
| 1940 | ф | Сьюзен и бог                    | Susan and God               | Клайд                                          |
| 1941 | ф | Леди, будьте лучше              | Lady Be Good                | Бадди Кроуфорд                                 |
| 1941 | ф | Санни                           | Sunny                       | Ларри Уоррен                                   |
| 1941 | ф | Эта женщина — моя               | This Woman Is Mine          | Овид де Монтиньи                               |
| 1942 | ф | Летающие тигры                  | Flying Tigers               | Вуди Джейсон                                   |
| 1942 | ф | Пьер с равнин                   | Pierre of the Plains        | Пьер                                           |
| 1942 | ф | Рио-Рита                        | Rio Rita                    | Рикардо Монтера                                |
| 1943 | ф | Хит-парад 1943 года             | Hit Parade of 1943          | Рик Фаррелл                                    |
| 1943 | ф | Самая молодая профессия         | The Youngest Profession     | доктор Геркулес                                |
| 1945 | ф | Врачебный такт                  | Bedside Manner              | Морган Хейл                                    |
| 1946 | ф | Письмо для Иви                  | A Letter for Evie           | Эдгар «Волк» Ларсон                            |
| 1947 | ф | Невероятный техасец             | The Fabulous Texan          | Джон Уэсли Бейкер                              |
| 1947 | ф | Фиеста                          | Fiesta                      | Хозе «Пепе» Ортега                             |
| 1947 | ф | Пламя                           | The Flame                   | Джордж Макаллистер                             |
| 1947 | ф | Вайоминг                        | Wyoming                     | Гленн Форрестер                                |
| 1948 | ф | Ангел в изгнании                | Angel in Exile              | Чарли Дакин                                    |
| 1948 | ф | Я, Джейн Доу                    | I, Jane Doe                 | Стивен Кёртис                                  |
| 1948 | ф | Старый Лос-Анджелес             | Old Los Angeles             | Джонни Морелл                                  |
| 1950 | ф | Хит-парад 1951 года             | Hit Parade of 1951          | Джо Блейк / Эдди Пол                           |
| 1950 | ф | Сдавайся                        | Surrender                   | Грегг Дилейни                                  |
| 1950 | ф | Мстители                        | The Avengers                | Дон Керлесс / Франсиско Суарес                 |
| 1951 | ф | Красавица                       | Belle Le Grand              | Джон Килтон                                    |
| 1951 | с | Звёздная программа Бетти Крокер | Betty Crocker Star Matinee  | (1 эпизод)                                     |
| 1953 | ф | Фермер забирает жену            | The Farmer Takes a Wife     | Джотам Клор                                    |
| 1953 | ф | Джеральдин                      | Geraldine                   | Грант Санборн                                  |
| 1955 | ф | Невеста поневоле                | Reluctant Bride             | Джефф Лонгстрит                                |
| 1957 | ф | Столкновение в Сандауне         | Decision at Sundown         | Тейт Кимброу                                   |
| 1957 | ф | Проблемный Джонни               | Johnny Trouble              | исполнительный продюсер                        |
| 1959 | ф | Расхитители крашеных квартир    | Plunderers of Painted Flats | Клинт Джонс                                    |
| 1967 | с | Диснейленд                      | Disneyland                  | Сейджбраш (2 эпизода)                          |
| 1967 | с | Хондо                           | Hondo                       | полковник «Бакай» Джо Смит (1 эпизод)          |
| 1974 | ф | Поездка в розовой машине        | Ride in a Pink Car          | мистер Генри                                   |
| 1974 | ф | Поездка в розовой машине        | Ride in a Pink Car          | продюсер (в титрах не указан)                  |
| 2018 | ф | Другая сторона ветра            | The Other Side of the Wind  | Лу Мартин                                      |